# Китайский речной дельфин
Китайский речной дельфин, или китайский озёрный дельфин, или китайский пресноводный дельфин, или озёрный дельфин (лат. Lipotes vexillifer), — вид водных млекопитающих из парвотряда зубатых китов, представитель нетаксономической группы речных дельфинов. Находится на грани исчезновения; возможно, уже вымер.
Китайский речной дельфин был описан как вид в 1918 году. Это китообразное белого цвета со спинным плавником, похожим на флажок, из-за чего местные жители называли его «байцзи», «белый дельфин» (白鱀). Научное название рода Leipo означает «забытый»; видовое vexillifer — «несущий флаг». В 2006 и 2012 годах научные экспедиции не обнаружили данный вид. В августе 2007 года житель Китая заснял на видеоплёнку большое белое животное, плавающее в реке Янцзы, но видеозапись была настолько мутной, что подтвердить что-либо было невозможно. Вид, по состоянию на 2017 год, официально пока не объявлен вымершим, так как ещё остаётся призрачная надежда найти выживших особей.
Длительное время этот вид относили к семейству Platanistidae; сейчас выделяют в самостоятельное семейство Lipotidae.

## Внешний вид

Китайский речной дельфин по сравнению со среднестатистическим человеком

Это светло-голубовато-серый дельфин с белым брюхом. Длина тела 1,4—2,5 м, масса — 42—167 кг. Самки крупнее самцов. Тело коренастое. Шея подвижная. Грудные плавники широкие, словно обрубленные на конце.
Спинной плавник средней высоты, пологий, располагается немного позади середины тела. Выставленный из воды, напоминает флажок. Рострум очень длинный, узкий, немного загнут кверху, напоминает журавлиный клюв. Дыхало овальное, сдвинуто влево. Нижняя челюсть белая, на верхней челюсти белый край. Зубов на 2—3 пары больше, чем у сусука (62—68 сверху и 64—72 снизу). В отличие от других речных дельфинов, глаза озёрного дельфина сильно редуцированы, расположены высоко на голове; зрение очень слабое. По внешнему виду ближе всего к амазонской инии.
Подобно гангским дельфинам, китайский дельфин имеет маленькие и слабые глаза и охотиться на рыб ему помогает в основном замечательная способность к эхолокации.

## Распространение
Был распространён в центрально-восточной части Китая в реке Янцзы и нижнем течении реки Цяньтан, а также в озёрах Дунтинху и Поянху. Редко наблюдался ниже Нанкина; только 1 раз в районе Шанхая. Специальная международная экспедиция, прошедшая в ноябре — декабре 2006 года, констатировала, что китайский речной дельфин, вероятнее всего, полностью исчез[уточнить].

## Образ жизни
Экология практически не изучена. Держатся у устьев притоков, у островов и на мелководье, в мутной воде, где зрение практически бесполезно. Поэтому эти дельфины очень плохо видят и полагаются в основном на эхолокацию. В Янцзы озёрные дельфины выплывают на мелководье только для охоты за рыбой. По образу жизни речной дельфин близок к инии. Образ жизни дневной, ночью отдыхают на участках с медленным течением. Питается преимущественно мелкой рыбой, в частности угрями и сомами, которых выкапывает из донного ила своим длинным клювом, а также моллюсками. Ныряет всего на 10—20 секунд. Раковины моллюсков дробит своими крепкими зубами, имеющими на широких корнях боковые выросты. Встречаются речные дельфины обычно парами, которые иногда сливаются в группы из 3—16 особей, в течение 5—6 часов держащиеся в кормных местах. Раненый дельфин издаёт звук, похожий на крик телёнка буйвола. Отмечались сезонные миграции: в озеро Дунтинху поздней осенью, в дождливый сезон дельфины мигрировали из озера вверх по впадающим в него рекам; в Янцзы летом при высокой воде заплывали в мелкие протоки, зимой возвращаясь в основное русло реки. Самая длинная зафиксированная миграция составляла более 200 км. По характеру речной дельфин скрытен и пуглив.

### Размножение
Размножение практически не изучено. Видимо, носит сезонный характер. Пик размножения приходится на февраль-апрель. Беременность предположительно длится до 11 месяцев. Самка приносит одного детёныша длиной 80—90 см раз в 2 года. Известно, что детёныши озёрного дельфина очень слабы и практически не умеют плавать, поэтому первое время самка придерживает их ластами, что наблюдалось и у ряда других китообразных. Продолжительность лактации неизвестна; половой зрелости дельфины достигают между 3 и 8 годами. Продолжительность жизни неизвестна.

## Статус популяции

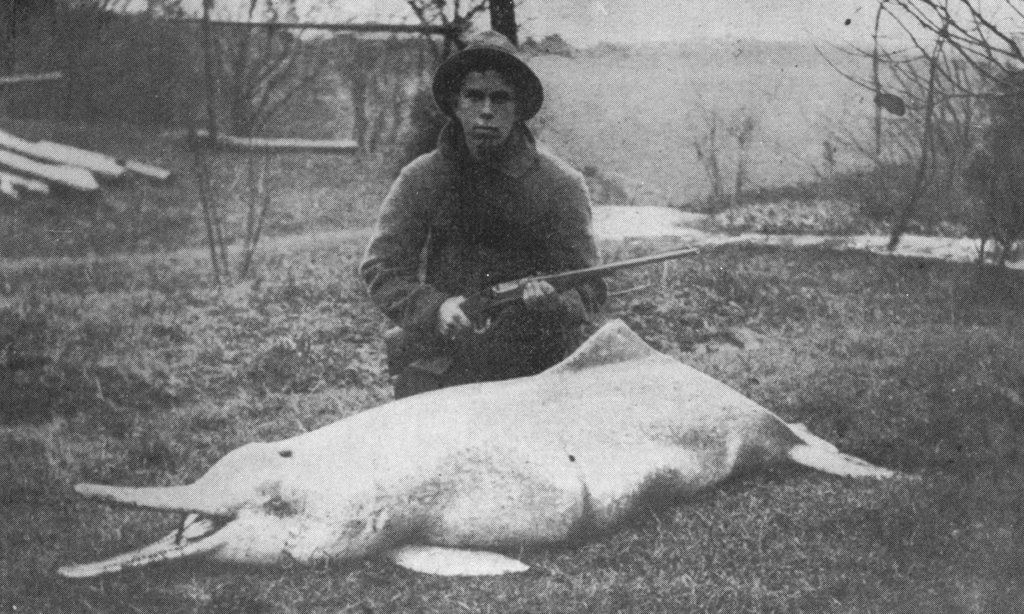
Китайский речной дельфин, убитый Чарльзом Хоем, 1914 год

Учёные пытаются сохранить исчезающие виды животных, но в случае с китайским речным дельфином успехов достичь не удалось. Несмотря на то, что вид находится под охраной и занесён в Красную книгу, животных фактически не осталось. Последнее достоверное свидетельство встречи с этим дельфином зафиксировано в 2002 году. В 2006 и 2012 годах проводились экспедиции, чтобы собрать или хотя бы сфотографировать некоторое количество особей. Но экспедиции вернулись ни с чем. Современная эхолокационная аппаратура не зафиксировала байцзи. Это приводит к печальному выводу: китайские речные дельфины, вероятнее всего, вымерли и восстановить их не получится. 13 декабря 2006 года члены экспедиции сообщили, что вид «функционально вымер», даже если остались отдельные представители, «у них не будет шансов выжить».
Согласно данным молекулярной генетики, эволюционная ветвь, которая привела к китайскому речному дельфину, разошлась с предками ла-платских дельфинов и амазонских дельфинов около 16 миллионов лет назад. Первое письменное упоминание байцзи относится ко временам династии Хань. Традиционно дельфины защищались обычаем, поскольку древние китайцы считали их речными божествами (長江女神); природных врагов они не имеют. Современное антропогенное давление, в том числе случайный вылов при бесконтрольной добыче рыбы, гибель от столкновений с винтами речных судов, строительство ГЭС, мешающее сезонной миграции, нанесли численности дельфинов сильный ущерб. В бассейне Янцзы проживает около 10 % всего мирового человечества, сосредоточено крупное промышленное производство. В ходе обследования реки в 2006 году, на протяжении 1700 км были зафиксированы 19830 крупных судов, то есть по 1 судну на каждые 100 м реки. Основной причиной вымирания дельфинов считается интенсивное рыболовство в Янцзы, включая глушение рыбы электричеством и динамитом. Больше половины всех погибших дельфинов были найдены запутавшимися в рыболовных сетях или в браконьерских многокрючковых снастях ярусного лова. Другими факторами уменьшения численности стало сильное промышленное и шумовое загрязнение Янцзы, постройка дамб и плотин, препятствующих миграции, осушение земель, дноуглубительные работы и сокращение кормовой базы. Окончательный удар по популяции речных дельфинов нанесла постройка плотины Санься, изменившей гидрологический режим Янцзы.
Массовое истребление китайского дельфина началось в 1950-х годах. На момент образования КНР популяция насчитывала около 6000 животных, но затем она неуклонно снижалась вплоть до полного её исчезновения в начале XXI века. Во время Большого скачка традиционное для конфуцианства и буддизма почитание речного дельфина было осуждено новым правительством, начиная с этого времени или даже несколько раньше на них стали усиленно охотиться из-за их мяса и кожи, и дельфины начали свой путь к исчезновению. Также по мере экономического развития Китая во второй половине XX века давление на речных дельфинов значительно возрастало вследствие увеличения сбросов в Янцзы промышленных и бытовых отходов. Русло реки было углублено и во многих местах укреплено бетоном. Судоходство на Янцзы постоянно росло, одновременно увеличивались и размеры речных судов и шумовое загрязнение, а рыбаки стали использовать более современные и смертоносные сети. Быстро увеличивающиеся транспортные (в том числе автодорожные) сети и рост числа автомобилей в бассейне реки способствовали дальнейшему ухудшению условий жизни дельфина и других животных бассейна Янцзы. Почти слепое от природы животное часто сталкивалось с винтами речных судов, вследствие резкого изменения условий жизни в речном бассейне. Добыча дельфинов резко сократилась в конце XX века, при этом популяции некоторых речных рыб сократились до одной тысячной от их доиндустриального (до середины XX века) уровня.
Официальная защита речного дельфина КНР началась с 1975 года. В 1979 году он объявлен вымирающим видом и национальным достоянием (одно из неофициальных названий дельфина — «панда Янцзы»). В 1979—1981 годах исследователи насчитывали в реке около 300—400 особей этого вида, к 1991 году их оставалось не более 30, а в начале 2000-х годов найти их уже не удалось. Попытки добиться содержания и размножения дельфинов в неволе не увенчались успехом. Единственный экземпляр, самец по кличке Цици (англ. Qiqi, кит. 淇淇), выловленный в озере Дунтинху в 1980 году, прожил в неволе до 2002 года. В 1990-х годах китайские учёные провели 6 экспедиций по поимке байцзи, но лишь в 1995 году удалось поймать 1 самку, которая была выпущена в огороженной акватории в заповеднике Shishou, где содержали группу беспёрых морских свиней. Спустя семь месяцев эта самка была найдена запутавшейся в огораживающей сети и погибшей.